# Plenița
Pleniţa é uma comuna romena localizada no distrito de Dolj, na região de Oltênia. A comuna possui uma área de 88.65 km² e sua população era de 5188 habitantes segundo o censo de 2007.